# ويليام كارلوس ستون
كان ويليام كارلوس ستون (9 أكتوبر 1859 - 23 فبراير 1939)، من هواة جمع الطوابع، وتخصص في جمع الأدبيات المتعلقة بالطوابع البريدية والبريد العادي.

## هواية جمع الطوابع
جمع ويليام ستون طوابع الإيرادات الأمريكية ودرسها، وفي الوقت نفسه، أنشأ مكتبة ضخمة تضم في معظمها مؤلفات هواة جمع الطوابع المتعلقة بها. وساعد زميله من هواة جمع الطوابع ويليام رينولدز ريكتس في إعداد فهرس ريكتس الشهير للمؤلفات الطوابعية.

## نشاطه في الطوابعية
ساهم ويليام ستون في تأسيس الجمعية الأمريكية لهواة جمع الطوابع، والتي أصبحت فيما بعد جمعية هواة جمع الطوابع الأمريكية، واستمر في دعم الجمعية طوال مسيرته المهنية في مجال هواة جمع الطوابع.

## التكريم
ادرج اسم ويليام كارلوس ستون في قاعة مشاهير الجمعية الأمريكية لهواة طوابع البريد في عام 1947.

## الأرث
بيعت مجموعة ستون من الطوابع البريدية الأدبية في عام 1939 إلى جورج تاونسيند تيرنر، الذي تبرع بها في وقت لاحق لمؤسسة سميثسونيان حيث توجد الآن في المتحف البريدي الوطني في العاصمة واشنطن.